# Hauke-Haien-Koog

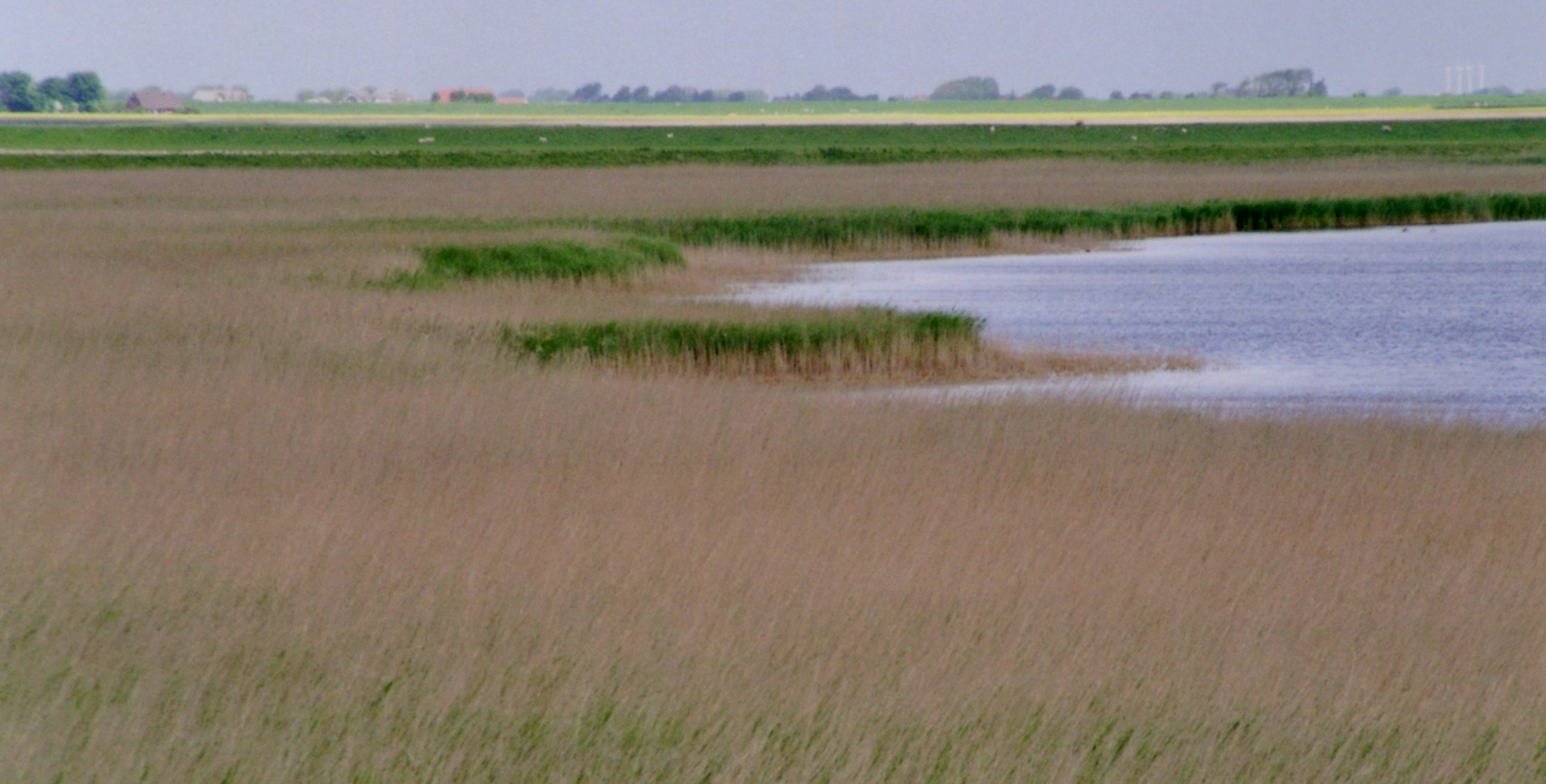
Blick über die weiten Koogflächen

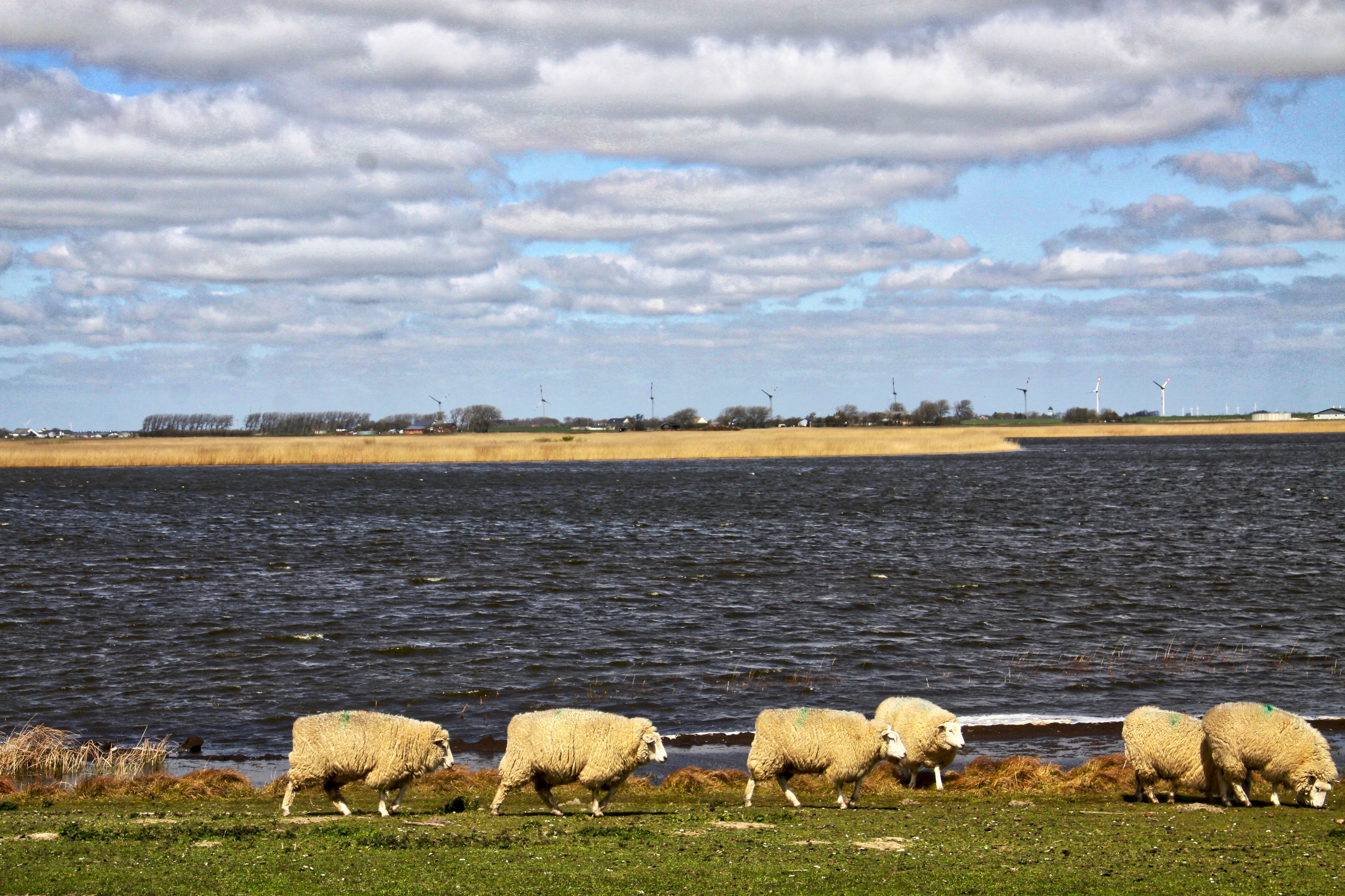
Blick Richtung Osten auf Windkraftanlagen

Der Hauke-Haien-Koog ist ein in den Jahren von 1958 bis 1960 durch Eindeichung gewonnener und 1.250 Hektar großer Koog im heutigen Kreis Nordfriesland. Das Vorland diente bereits seit 1871 zur Schafweide. Das Projekt wurde im Rahmen des Programmes Nord realisiert. Der Koog wird in etwa durch Schlüttsiel im Westen, Fahretoft im Norden und Ockholm im Süden begrenzt.
Der Koog ist nach einem Protagonisten aus Theodor Storms Novelle Der Schimmelreiter – dem Deichgrafen Hauke Haien – benannt. Die Fläche ist kein offizielles Schutzgebiet, lediglich ein Teil gehört zum Ramsar-Gebiet "Schleswig-Holsteinisches Wattenmeer". Er wird ebenso wie der benachbarte Fahretofter Westerkoog schwerpunktmäßig mit dem Ziel des Vogelschutzes genutzt. Seit 1967 wird der Koog deswegen vom Verein Jordsand betreut. Bei Schlüttsiel befindet sich seit 1980 ein Informationszentrum zum Koog.
Die Eindeichung des Hauke-Haien-Kooges markiert einen Wendepunkt in der Landgewinnung an der Westküste Schleswig-Holsteins: Es war der erste Koog, bei dem nicht mehr die Gesamtfläche der landwirtschaftlichen Nutzung und Besiedlung dient. Ein Teil des Kooges ist als Speicherbecken konzipiert und fungiert heute als Schutzgebiet für Seevögel. Während des Vogelzuges dient der Koog besonders zahlreichen Entenarten als Rastplatz. Er ist jedoch auch Brutplatz für Seeschwalben, Sandregenpfeifer und Säbelschnäbler. Etwa 500 Hektar – weniger als die Hälfte – werden als Ackerland genutzt.